# میتسوکی کوگا
میتسوکی کوگا (انگلیسی: Mitsuki Koga; ۱۶ ژانویهٔ ۱۹۷۵ – ) بازیگر اهل ژاپن بود.
از فیلم‌ها یا برنامه‌های تلویزیونی که وی در آن نقش داشته‌است می‌توان به ایچی اشاره کرد.